# ホルリフカ市電
ホルリフカ市電（ウクライナ語: Горлівський трамвай、ロシア語: Горловский трамвай）は、ウクライナ（2021年現在はドネツク人民共和国による実効支配下）の都市・ホルリフカ（ゴルロフカ）市内に存在する路面電車。2021年現在はトロリーバスと共にホルリフカ市が所有するホルリフカ路面電車・トロリーバス管理公社（Горлівське трамвайно-тролейбусне управління、Горловское ТТУ）によって運営されている。

## 概要
現在のウクライナ東部・ドネツィク州の炭鉱都市であるホルリフカ市内を走る路面電車。1932年にゴルロフカ駅と炭鉱を結ぶ路線として建設が決定し、十月革命の15周年に合わせた同年11月7日に開通した。
その後は路線の延伸や廃止、再編を繰り返し、2014年に勃発したドンバス戦争の影響により全線での運休を余儀なくされた時期もあったが、ドネツク人民共和国の実効支配下に置かれた翌2015年以降順次復旧が行われ、2020年現在は以下の3系統による運行が行われている。運賃は2020年以降5ルーブルに設定されている。
| 系統番号 | 起点               | 終点           | 備考 |
| -------- | ------------------ | -------------- | ---- |
| 1        | Железнянские пруды | ж/д вокзал     |      |
| 7        | 245 квартал        | ул. Штеровская |      |
| 8        | 245 квартал        | ш-та Калинина  |      |

車両についてはソビエト連邦時代に製造されたKTM-5が2021年現在も継続して使用されている。2010年初頭には欧州連合の支援を受けた新型車両の導入計画も発表されていたが同年時点で実現していない。